# ピオーデ
ピオーデ（伊: Piode）は、イタリア共和国ピエモンテ州ヴェルチェッリ県にある、人口約200人の基礎自治体（コムーネ）。

## 地理

### 位置・広がり
| 隣接するコムーネは以下の通り。括弧内のBIはビエッラ県所属を示す。 - カンペルトーニョ - ペッティネンゴ (BI) - ピーラ - ラッサ - スコペッロ |

## 行政

### 分離集落
ピオーデには、以下の分離集落（フラツィオーネ）がある。
- Dughera, Failungo Superiore, Montata, Piana, Piedimeggiana, Pietre Grosse, Reale